# Kapes
Kapes, est une reine égyptienne de la XXIIe dynastie. Elle est l'épouse de Takélot Ier, troisième souverain de la dynastie. 

## Généalogie
La place et le rang de Kapes sont connus grâce à la stèle de Pasenhor découverte au Sérapéum de Saqqarah. Ses origines en revanche ne sont pas déterminées, même s'il est probable qu'elle appartienne à l'un des clans libyens qui se partageaient le pays à cette période. Elle épouse Takélot Ier et lui donne un fils héritier Osorkon II.
À l'occasion de l'ensevelissement de son fils, elle laisse une inscription dédicatoire dans la tombe familiale que son fils a fait bâtir au sein de la nécropole royale de Tanis. Mise au jour à la fin des années 1930, cette inscription se trouve sur le mur de l'antichambre de la tombe, à proximité de l'accès au caveau dans lequel le sarcophage de Takélot a été placé ou déménagé.
L'inscription est au nom d'un général d'Osorkon II, Pashereniset, qui a souhaité laisser un témoignage de piété à l'égard de son maître, et est signée par la reine-mère qui précise qu'elle a fait faire ce monument pour son fils. 
Non seulement elle nous démontre que la reine mère a survécu à son époux et à son fils, mais elle précise que c'est elle qui a commandé l'édification du caveau ou tout du moins qu'elle a personnellement supervisé au préparatifs de ce caveau ainsi que de celui de son époux qui est enterré dans une chambre secondaire du tombeau.

## Sépulture
Le lieu de la sépulture de Kapes reste inconnu à ce jour, comme presque toutes les sépultures de reines de la XXIIe dynastie.